# Direct Stream Digital

Porównanie PCM i DSD.

DSD (ang. Direct Stream Digital) – nazwa stworzonego przez firmy Sony i Philips systemu opartego na modulacji PDM, używanego do kodowania cyfrowego dźwięku. System ten stosowany jest w SACD (ang. Super Audio Compact Disc, Super Audio CD), a celem jego opracowania było podniesienie jakości odtwarzanego dźwięku. 

## Opis
W systemie DSD, w odróżnieniu od systemu PCM, częstotliwość próbkowania nie jest stała i zmienia się w zależności od szybkości narastania funkcji przebiegu (modulacja PDM), a sygnał zapisywany jest w rozdzielczości 1-bitowej (PCM to zapis wielobitowy), co sprawia, że sygnał DSD jest bardzo podobny do sygnału analogowego. Przewaga przetwarzania 1-bitowego polega głównie na braku tzw. filtrów decymacyjnych (tworzących wielobitowe „kawałki” (sample) informacji zamiast jednobitowego sygnału strumieniowego). Dzięki systemowi DSD w miejscach, gdzie wymagane jest dokładniejsze opisanie funkcji, otrzymuje się więcej punktów charakterystycznych, czyli sygnał cyfrowy możliwie najdokładniej odzwierciedla analogowy oryginał.
W podstawowym trybie DSD częstotliwość próbkowania jest 64 razy wyższa niż na płycie CD-Audio, czyli wynosi 2,8224 MHz, jednak ze względu na bardzo dużą kwantyzację 1-bitowego sygnału, dodatkowo w tym formacie używa się tzw. noise shapingu (kształtowania szumu).